# Enciclopedia della Fantascienza
Enciclopedia della Fantascienza è stata una collana editoriale di narrativa fantastica pubblicata in Italia da Fanucci Editore dal 1977 al 1988, per un totale di 21 uscite. 

## Storia editoriale
Fondata nel 1971 da Renato Fanucci, Fanucci Editore fu fra le prime case editrici italiane a specializzarsi in narrativa fantastica e a distribuire il proprio catalogo in libreria (anziché in edicola o per corrispondenza) e sin da subito diversificò la sua proposta fra romanzi autoconclusivi e raccolte monografiche di racconti (prevalenti nella collana Futuro. I Pocket di Fantascienza, poi rilanciata come Futuro. Biblioteca di Fantascienza) e saghe narrative edite in più volumi (caratteristiche di Orizzonti. Capolavori di Fantasia e Fantascienza). Per ampliare ulteriormente questo portfolio, nel 1977 venne lanciata sul mercato anche l'Enciclopedia della Fantascienza diretta da Gianfranco De Turris e Sebastiano Fusco, che pubblicò a cadenza approssimativamente semestrale (talvolta annuale) antologie di narrativa breve allestite da importanti critici letterari anglofoni e progettate per delineare lo sviluppo diacronico dei vari generi di letteratura speculativa: nei primi sei anni di attività, in particolare, la collana importò cinque monografie predisposte da Brian W. Aldiss e dedicate ad altrettanti sottogeneri della fantascienza, la panoramica in quattro tomi allestita da Mike Ashley sulla storia delle riviste di fantascienza, e i quattro volumi curati da Lin Carter sul genere della fantasy eroica. Tali traduzioni furono per lo più integrali, con relativamente pochi tagli dovuti a diritti di traduzione già acquisiti, e alcune pubblicazioni furono anche arricchite da appendici originali sul panorama letterario italiano. 
A cavallo fra 1982 e 1983, la direzione della collana passò a Gianni Pilo e questi interruppe gradualmente l'importazione di antologie anglofone, optando invece per raccolte create ad hoc e orientate, più che alla fantascienza, alla narrativa perturbante: da un lato due monografie sulla rivista Weird Tales curate da Peter Haining furono pesantemente rimaneggiate ed espanse in una serie di quattro volumi, dall'altro lato Pilo allestì personalmente quattro tomi dedicati al giovane panorama del fantasy italiano, entro i quali trovarono spazio autorialità pionieristiche quali Gianluigi Zuddas, Donato Altomare e Mariangela Cerrino. La traduzione di selezioni estere riprese solo nell'ultimo anno di attività della collana, durante il quale venne avviata e lasciata in sospeso la saga del Mondo dei Ladri di Robert L. Asprin – il primo caso di universo narrativo fantasy creato da un autore "primario" e posto in condivisione fra più co-autori operanti di concerto.
Tutte le uscite dell'Enciclopedia della Fantascienza furono stampate in rilegatura cartonata con sovracopertina e foliazione di 215x143 mm, in linea con il grande formato caratteristico anche delle altre collane Fanucci.

## Elenco delle uscite
| Numero | Autore                               | Titolo                                                                           | Note | Anno           |
| ------ | ------------------------------------ | -------------------------------------------------------------------------------- | --- | -------------- |
| 1      | Brian W. Aldiss (curatore)           | Space Opera                                                                      | Omnibus parziale delle antologie Space Opera (Futura, 1974) e Space Odysseys (Futura, 1974), comprende ventisei racconti angloamericani di space opera e viaggio interstellare e un'appendice di tre saggi e due racconti italiani. | Novembre 1977  |
| 2      | Mike Ashley (curatore)               | Porte sul futuro. Storia e antologia delle riviste di fantascienza 1926-1945     | Omnibus integrale delle antologie The History of the Science Fiction Magazine Part 1. 1926-1935 (New English Library, 1974) e Part 2. 1936-1945 (New English Library, 1975), comprende dieci testi brevi risalenti all'epoca pulp e dieci risalenti alla prima fase dell'età d'oro della fantascienza.                                     | Aprile 1978    |
| 3      | Brian W. Aldiss (curatore)           | Imperi Galattici. L'epica fantascientifica 1923-1978                             | Traduzione parziale in volume unico dell'antologia in due tomi Galactic Empires (Weidenfeld & Nicolson, 1976), comprende ventitré racconti angloamericani sul tropo narrativo dell'impero galattico e un'appendice di due saggi e un racconto italiani.                                                                                    | Novembre 1978  |
| 4      | Lin Carter (curatore)                | Heroic Fantasy. Il meglio della fantasia eroica moderna                          | Omnibus espanso delle antologie Flashing Swords! 1 (Doubleday, 1973) e Flashing Swords! 2 (Doubleday, 1973), comprende dieci racconti heroic fantasy composti dalla società letteraria Swordsmen and Sorcerers' Guild of America, e un'appendice di quattro racconti italiani.                                                             | Maggio 1979    |
| 5      | Brian W. Aldiss (curatore)           | Terre pericolose. La fantascienza catastrofica 1919/1979                         | Traduzione espansa dell'antologia Evil Earths (Weidenfeld & Nicolson, 1975), comprende quindici racconti angloamericani di fantascienza apocalittica e un'appendice di quattro racconti e tre saggi italiani. | Gennaio 1980   |
| 6      | Lin Carter (curatore)                | Maghi e guerrieri. Altre storie di fantasia eroica                               | Omnibus espanso delle antologie Flashing Swords! 3: Warriors and Wizards (Dell Publishing, 1976) e Flashing Swords! 4: Barbarians and Black Magicians (Doubleday, 1977), comprende dieci racconti heroic fantasy composti dalla società letteraria Swordsmen and Sorcerers' Guild of America, e un'appendice di quattro racconti italiani. | Gennaio 1981   |
| 7      | Mike Ashley (curatore)               | Astronavi alla conquista. Il meglio della fantascienza 1946-1955                 | Traduzione integrale dell'antologia The History of the Science Fiction Magazine Part 3. 1946-1955 (New English Library, 1976), comprende dieci testi brevi risalenti alla seconda fase dell'età d'oro della fantascienza. | Settembre 1981 |
| 8      | Brian W. Aldiss (curatore)           | Avventure tra i mondi. Il contatto con i mondi alieni                            | Traduzione integrale dell'antologia Perilous Planets (Weidenfeld & Nicolson, 1978), comprende ventisette racconti ambientati su altri pianeti. | Marzo 1982     |
| 9      | Peter Haining (curatore)             | Weird Tales. La mitica rivista di fantasy e fantascienza (parte prima 1923-1939) | Raccolta di testi brevi pubblicati nel periodo interbellico su Weird Tales, comprende undici racconti autoconclusivi, tre poesie e la sequenza di Elak di Atlantide composta da Henry Kuttner. | Novembre 1982  |
| 10     | Mike Ashley (curatore)               | I mondi del possibile. Il meglio della fantascienza 1956-1965                    | Traduzione integrale dell'antologia The History of the Science Fiction Magazine Part 4. 1956-1965 (New English Library, 1976), comprende dieci testi brevi risalenti alla stagione della fantascienza sociologica, fino ai prodromi della New Wave.                                                                                        | Maggio 1983    |
| 11     | Peter Haining (curatore)             | Ancora Weird Tales. Il secondo periodo 1939-1954                                 | Raccolta di testi brevi pubblicati nel periodo bellico e postbellico su Weird Tales, comprende ventisette racconti autoconclusivi e tre poesie. | Marzo 1984     |
| 12     | Gianni Pilo (curatore)               | Spade e Incantesimi. Il meglio dell'heroic fantasy italiana                      | Raccolta originale di undici racconti heroic fantasy italiani, con un apparato di quattro saggi. | Marzo 1984     |
| 13     | Gianni Pilo (curatore)               | Sempre Weird Tales. Il terzo appuntamento con il meglio di Weird Tales           | Raccolta originale di ventitré racconti pubblicati su Weird Tales. | Marzo 1985     |
| 14     | Gianni Pilo (curatore)               | Magie e stregoni. Ancora la fantasia eroica italiana                             | Raccolta originale di quattordici racconti heroic fantasy italiani, con un apparato di tre saggi. | Maggio 1985    |
| 15     | Sebastiano Fusco (curatore)          | Di nuovo Weird Tales                                                             | Raccolta originale di sedici racconti pubblicati su Weird Tales. | Maggio 1986    |
| 16     | Gianni Pilo (curatore)               | Eroi e Sortilegi. Sempre fantasia eroica                                         | Raccolta originale di quattordici racconti heroic fantasy italiani, con un apparato di due saggi. | Settembre 1986 |
| 17     | Jessica Amanda Salmonson (curatrice) | Amazzoni ed Eroine. L'heroic fantasy al femminile                                | Omnibus parziale delle antologie Amazons! (DAW Books, 1979) e Amazons II (DAW Books, 1982), comprende diciassette racconti angloamericani di heroic fantasy d'impianto femminista, con in appendice un testo italiano. | Febbraio 1987  |
| 18     | Robert L. Asprin (curatore)          | La saga del mondo dei ladri                                                      | Primo volume della saga del Mondo dei Ladri, comprende otto racconti e un'appendice di due testi italiani. | Novembre 1987  |
| 19     | Gianni Pilo (curatore)               | Daghe e malie. Sempre la fantasia eroica italiana                                | Raccolta originale di quattordici racconti heroic fantasy italiani. | Gennaio 1988   |
| 20     | Robert L. Asprin (curatore)          | Racconti del mondo dei ladri                                                     | Secondo volume della saga del Mondo dei Ladri, comprende otto racconti e un'appendice di due testi italiani. | Aprile 1988    |
| 21     | Robert L. Asprin (curatore)          | Avventure nel mondo dei ladri                                                    | Terzo volume della saga del Mondo dei Ladri, comprende sette racconti e un'appendice di tre testi italiani. | Giugno 1988    |